# Episodi di Van Helsing (prima stagione)
La prima stagione della serie televisiva Van Helsing, formata da 13 episodi, è stata trasmessa in prima visione negli Stati Uniti sul canale Syfy dal 31 luglio al 9 dicembre 2016.
In Italia, la stagione è stata interamente pubblicata il 17 dicembre 2016 da Netflix.
| nº | Titolo originale | Titolo italiano          | Prima TV USA      | Pubblicazione Italia |
| -- | ---------------- | ------------------------ | ----------------- | -------------------- |
| 1  | Help Me          | Aiutatemi                | 31 luglio 2016    | 17 dicembre 2016     |
| 2  | Seen You         | Ti ho già vista          | 23 settembre 2016 | 17 dicembre 2016     |
| 3  | Stay Inside      | Meglio stare dentro      | 30 settembre 2016 | 17 dicembre 2016     |
| 4  | Coming Back      | Vanessa tornerà          | 7 ottobre 2016    | 17 dicembre 2016     |
| 5  | Fear Her         | Temuta                   | 14 ottobre 2016   | 17 dicembre 2016     |
| 6  | Nothing Matters  | Niente ha più importanza | 21 ottobre 2016   | 17 dicembre 2016     |
| 7  | For Me           | Per me                   | 28 ottobre 2016   | 17 dicembre 2016     |
| 8  | Little Thing     | Una piccola cosa         | 4 novembre 2016   | 17 dicembre 2016     |
| 9  | Help Out         | Puoi darmi una mano      | 11 novembre 2016  | 17 dicembre 2016     |
| 10 | Stay Away        | Stammi lontana           | 18 novembre 2016  | 17 dicembre 2016     |
| 11 | Last Time        | L'ultima volta           | 25 novembre 2016  | 17 dicembre 2016     |
| 12 | He's Coming      | Sta arrivando            | 2 dicembre 2016   | 17 dicembre 2016     |
| 13 | It Begins        | E così si comincia       | 9 dicembre 2016   | 17 dicembre 2016     |